# Boy van Poppel
Boy van Poppel (Utrecht, 18 januari 1988) is een Nederlands voormalig wielrenner en veldrijder.

## Biografie
Boy van Poppel is de zoon van voormalig wielrenner Jean-Paul van Poppel en voormalig wielrenster Leontien van der Lienden. Zijn broertje Danny is eveneens actief in het wielrennen. Hij heeft nog een zus Kim en halfbroertje Mats.
Tussen 2007 en 2010 stond Boy van Poppel onder contract bij het Rabobank Continental Team. In 2006 werd hij Nederlands en wereldkampioen veldrijden bij de junioren. In 2013 reed hij samen met zijn broer Danny voor Vacansoleil-DCM. Nadat die ploeg er eind dat jaar mee ophield, stapten beide renners over naar de World Tour wielerploeg Trek Factory Racing. Op dit moment rijdt hij bij de Belgische ploeg Intermarché-Circus-Wanty.
Op 3 januari 2019 en 18 mei 2021 is hij vader geworden van zijn dochters en sinds december 2022 verloofd met zijn vriendin Melissa.

## Palmares

### Veldrijden
| Seizoen                                                   | Wereldbeker  | Superprestige       | trofee          | WK           | EK           | NK           | Overige                                                        | Totaal aantal zeges |
| Nieuwelingen                                              | Nieuwelingen | Nieuwelingen        | Nieuwelingen    | Nieuwelingen | Nieuwelingen | Nieuwelingen | Nieuwelingen                                                   | Nieuwelingen        |
| --------------------------------------------------------- | ------------ | ------------------- | --------------- | ------------ | ------------ | ------------ | -------------------------------------------------------------- | ------------------- |
| 2003-2004                                                 |              |                     |                 | NVT          | NVT          | Goud         | Hilversum, Moergestel, Huijbergen, Zeddam, Reusel, Hoogerheide | 7                   |
| Junioren                                                  |              |                     |                 |              |              |              |                                                                |                     |
| 2004-2005                                                 |              |                     |                 | DNF          | 25e          | Goud         | Driebergen, Lierop                                             | 3                   |
| 2005-2006                                                 |              | Gieten, Hoogstraten | Loenhout, Lille | ↑            | 29e          | ↑            | Lieshout, Moergestel, Overijse                                 | 9                   |
| Beloften                                                  |              |                     |                 |              |              |              |                                                                |                     |
| 2006-2007                                                 |              |                     |                 |              | 33e          | ↑            |                                                                | 0                   |
| 2007-2008                                                 |              |                     | Loenhout        | 40e          | DNS          | ↑            |                                                                | 2                   |
| 2008-2009                                                 |              |                     |                 | 30e          | DNS          | ↑            |                                                                | 1                   |
| 2009-2010                                                 |              |                     |                 | DNS          | DNS          | 8e           |                                                                | 0                   |
| Elite                                                     |              |                     |                 |              |              |              |                                                                |                     |
| 2008-2009                                                 |              |                     |                 | NVT          | NVT          | NVT          | Moergestel                                                     | 1                   |
| geen deelnames tussen de seizoenen 2010-2011 & 2014-2015. |              |                     |                 |              |              |              |                                                                |                     |
| 2015-2016                                                 |              |                     |                 | DNS          | DNS          | DNS          |                                                                | 0                   |
| 2016-2017                                                 |              |                     |                 | DNS          | DNS          | 11e          |                                                                | 0                   |

### Wegwielrennen

#### Jeugd
2004
 Nederlands kampioen tijdrijden, Nieuwelingen
2006
4e etappe Internationale Junioren Driedaagse

#### Elite
2008 - 2 zeges
5e etappe Ronde van Lleida  (TTT)
5e etappe Ronde van Missouri
2009 - 2 zeges
2e etappe Ronde van Normandië
proloog Olympia's Tour (ploegentijdrit|TTT)
2010 - 1 zege
4e etappe Kreiz Breizh Elites
2012
Puntenklassement Ronde van Groot-Brittannië
2017 - 1 zege
2e etappe Hammer Sportzone Limburg

### Resultaten in voornaamste wedstrijden
| Jaar | Ronde van Italië | Ronde van Frankrijk | Ronde van Spanje |
| ---- | ---------------- | ------------------- | ---------------- |
| 2013 |                  | 144e                |                  |
| 2014 | 131e             |                     |                  |
| 2015 | 146e             |                     | 158e             |
| 2016 | buiten tijd      |                     |                  |
| 2017 |                  |                     |                  |
| 2018 | 137e             |                     |                  |
| 2019 |                  |                     |                  |
| 2020 |                  |                     |                  |
| 2021 |                  | 117e                |                  |
| 2022 |                  |                     | opgave           |
| 2023 |                  |                     | 124e             |

| Jaar | Milaan-San Remo | Gent-Wevelgem | Ronde van Vlaanderen | Parijs-Roubaix | Amstel Gold Race | Cyclassics Hamburg |  | Wereldranglijsten |
| ---- | --------------- | ------------- | -------------------- | -------------- | ---------------- | ------------------ |  | ----------------- |
| 2013 | 105e            | 19e           | 109e                 | 81e            |                  | 6e                 |  | 114e (UWT)        |
| 2014 |                 | 19e           |                      | 53e            | 114e             |                    |  | 225e (UWT)        |
| 2015 |                 | opgave        |                      |                |                  |                    |  |                   |
| 2016 |                 |               |                      | opgave         |                  | 124e               |  | 230e (UWT)        |
| 2017 |                 | opgave        | 38e                  | 51e            |                  | 80e                |  | 311e (UWT)        |
| 2018 | 143e            | 72e           |                      | 48e            |                  |                    |  |                   |
| 2019 |                 | 41e           | 56e                  | 93e            |                  |                    |  |                   |
| 2020 |                 | opgave        | 107e                 |                |                  |                    |  |                   |
| 2021 |                 | 65e           | 74e                  |                |                  |                    |  |                   |
| 2022 |                 |               | opgave               |                |                  |                    |  |                   |
| 2023 |                 | opgave        |                      |                |                  |                    |  |                   |

### Resultaten in kleinere rondes
| Jaar | Tour Down Under | Parijs-Nice | Tirreno-Adriatico | Ronde van Romandië | Ronde van Zwitserland | Ronde van Polen | Eneco/BinckBank Tour | Ronde van Peking |
| ---- | --------------- | ----------- | ----------------- | ------------------ | --------------------- | --------------- | -------------------- | ---------------- |
| 2013 | 121e            |             | opgave            |                    | 101e                  |                 | 37e                  |                  |
| 2014 | 103e            |             |                   |                    |                       |                 | 68e                  | 85e              |
| 2015 |                 |             |                   | 110e               |                       |                 | 55e                  |                  |
| 2016 | 97e             | opgave      |                   |                    |                       | 76e             | 67e                  |                  |
| 2017 |                 |             | 110e              |                    |                       | 84e             | 38e                  |                  |
| 2018 |                 |             | 86e               |                    |                       | opgave          | opgave               |                  |

## Ploegen
- 2007 –  Rabobank Continental Team
- 2008 –  Rabobank Continental Team
- 2009 –  Rabobank Continental Team
- 2010 –  Rabobank Continental Team
- 2011 –  Unitedhealthcare Pro Cycling
- 2012 –  Unitedhealthcare Pro Cycling Team
- 2013 –  Vacansoleil-DCM Pro Cycling Team
- 2014 –  Trek Factory Racing
- 2015 –  Trek Factory Racing
- 2016 –  Trek-Segafredo
- 2017 –  Trek-Segafredo
- 2018 –  Trek-Segafredo
- 2019 –  Roompot-Charles
- 2020 –  Circus-Wanty-Gobert
- 2021 –  Intermarché-Wanty-Gobert Matériaux
- 2022 –  Intermarché-Wanty-Gobert Matériaux
- 2023 –  Intermarché-Circus-Wanty
- 2024 –  Intermarché-Wanty

Wielerploegen van Boy van Poppel
Aernouts ·
Berkhout ·
de Baat ·
Boom ·
van Dulmen ·
van Emden ·
Groenendaal · 
Keizer ·
de Knegt ·
Kruijswijk ·
Leezer ·
Maaskant ·
Mollema ·
Nys ·
Popov ·
Rabou ·
Ruijgh ·
van Poppel ·
van der Velde ·
Veelers ·
Vermeltfoort ·
van Winden
Adams ·
Aernouts ·
Beima ·
Berkhout ·
Bol ·
Boom ·
van Emden (tot 31/08) ·
van Garderen ·
Keizer ·
de Knegt ·
Kreder · 
Kruijswijk ·
Lodewyck · 
Nys (tot 09/05) ·
Popov ·
van Poppel ·
Rabou ·
Sinkeldam ·
Van Staeyen ·
van der Velde ·
Vermeltfoort ·
van Winden
Adams ·
Aernouts ·
Berkhout ·
Boeve ·
Bol ·
Bos ·
Fuchs ·
van Garderen ·
van Geffen ·
Keizer ·
de Knegt ·
Kreder · 
Kruijswijk ·
Ockeloen ·
van Poppel ·
Rabou ·
Sinkeldam ·
Van Staeyen ·
Vermeltfoort ·
Vrijmoed ·
van Winden
Adams (tot 25/08) ·
Boeve ·
Bol ·
Bovenhuis ·
Bulgaç ·
van Geffen (tot 09/05) ·
Hofland ·
Keizer ·
Kelderman ·
Kreder · 
van der Lijke ·
Markus ·
Ockeloen ·
van Poppel ·
Sinkeldam ·
Slagter ·
Vermeltfoort ·
Vrijmoed
Boeckmans ·
Bole ·
De Gendt ·  
Feillu · 
Flecha · 
Hoogerland ·
van Hummel ·
Keizer ·
Kreder ·
Lagoetin ·
Lammertink · 
Leukemans ·
Ligthart ·
Lindeman ·
Marcato ·
Marczyński ·
Markus ·
Mol · 
Novikov ·
Poels ·
B. van Poppel · 
D. van Poppel · 
Ruijgh ·
Rujano (tot 30/06) ·
Selvaggi · 
Valls · 
Veuchelen · 
Wauters ·
Westra
Alafaci · Arredondo · Beppu · Busche · Cancellara · Devolder · Didier · Felline · Hondo · Irizar · Jungels · Kišerlovski · Nizzolo · Popovytsj · B. van Poppel · D. van Poppel · Rast · Roulston · A. Schleck · F. Schleck · Sergent · Silvestre · Stuyven · Vandewalle · Voigt · Watson · Zoidl · Zubeldia · Chevrier (stagiair) · Eastman (stagiair) · Kirsch (stagiair)
Alafaci · Arredondo · Beppu · Busche · Cancellara · Coledan · Devolder · Didier · Felline · Irizar · Jungels · McConnell · Mollema · Nizzolo · Popovytsj · B.van Poppel · D.van Poppel · Rast · Roulston · Schleck · Sergent · Silvestre · Steegmans · Stuyven · Vandewalle · Watson · Zoidl · Zubeldia · Basso (stagiair) · Bernard (stagiair) · Rekita (stagiair)
Alafaci · Arredondo · Beppu · Bernard · Bobridge · Bonifazio · Cancellara   · Coledan · Devolder · Didier · Felline · Hesjedal · Irizar · Mollema · Nizzolo · Popovytsj · van Poppel · Rast · Reijnen · Schleck · Stetina · Stuyven · Theuns · Zoidl · Zubeldia · Allegaert (stagiair) · Mosca (stagiair)
Alafaci · Beppu · Bernard · Brändle · Cardoso · Coledan · Contador · Daniel · Degenkolb · Didier · Felline · Gogl · Guerreiro · Hernández · Irizar · de Kort · Mollema · Nizzolo · Pantano · Pedersen · van Poppel · Rast · Reijnen · Stetina · Stuyven · Theuns · Zubeldia · Conci (stagiair) · Moschetti (stagiair) · Toovey (stagiair)
Alafaci · Beppu · Bernard · Brambilla · Brändle · Conci · Daniel · Degenkolb · Didier · Eg · Felline · Frame · Gogl · Grmay · Guerreiro · Irizar · de Kort · Mollema · Mullen · Nizzolo · Pantano · Pedersen · van Poppel · Rast · Reijnen · Skujiņš · Stetina · Stuyven
Asselman · Boom · De Bie · De Witte · Duijn · M. Lammertink · Leysen · Livyns · Reinders · Riesebeek · Steels · Timmermans · Van Ginneken · Van der Lijke · Van Poppel · van Schip · Van Staeyen · Weening
Bakelants · Bellicaud · De Gendt · De Plus · De Winter · Delacroix · Devriendt · Eiking · Evans · Hermans · Hirt · van der Hoorn · van Kessel · Koch · Kreder · Lammertink · Meintjes · Minali · Pasqualon · Petilli · Planckaert · B. van Poppel · D. van Poppel · Rota · Taaramäe · Van Melsen · Vanspeybrouck · Vliegen · Zimmermann · Girmay (stagiair) · Daemen (stagiair) · De Pooter (stagiair) · Jarnet (stagiair)
Bakelants · Bystrøm · Claeys · De Gendt · Delacroix · Devriendt · Girmay · Goossens · Hermans · Hirt · Huys · Johansen · Kristoff · Meintjes · Page · Pasqualon · Peák · Petilli · Petit · Planckaert ·  Pozzovivo(vanaf 14/2) · Rota · Taaramäe · Thijssen · van der Hoorn · van Kessel · Van Melsen · van Poppel · Vliegen · Zimmermann · De Pooter (stagiair) · Mihkels (stagiair)
Bonifazio · Bystrøm · Calmejane · Costa · De Gendt · De Pooter · Girmay · Goossens · Herregodts · Huys · Johansen · Marit · Meintjes · Mihkels · Page · Paquot · Petilli · Petit · Planckaert · Rex · Rota · Smith · Taaramäe · Teunissen · Thijssen · van der Hoorn · van Poppel · Vliegen · Zimmermann
Braet · Busatto · Calmejane · Colleoni · De Pooter · Faure Prost · Girmay · Goossens · Herregodts · Kuypers(vanaf 4/4) · Marit · Meintjes · Mihkels · Page · Paquot · Petilli · Petit · Planckaert · Rex · Rota · Smith · Taaramäe · Teunissen · Thijssen · van der Hoorn · Van Hoecke · van Poppel · van Sintmaartensdijk · Zimmermann · Dolven(stagiair)